# Grado (parroquia)

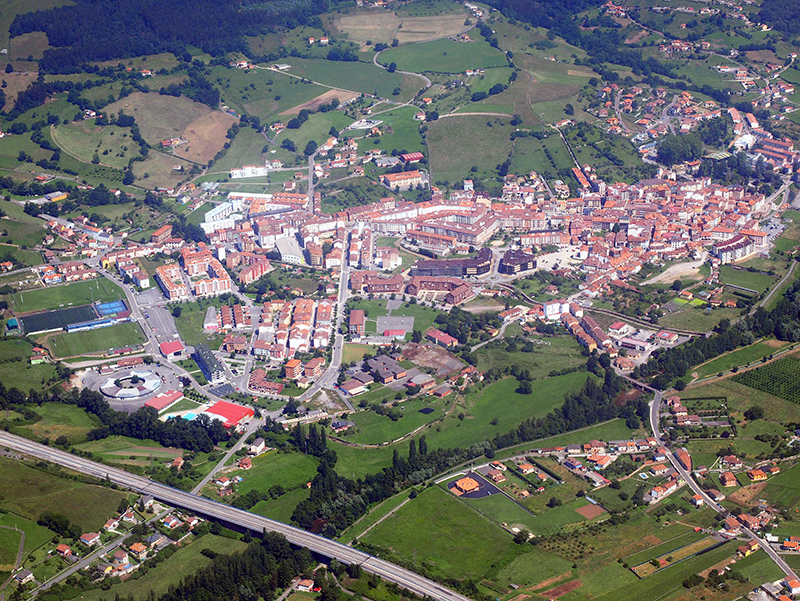
Vista aérea de la Villa de Grado.

Grado (Grau en asturiano) es una parroquia del concejo homónimo, en el Principado de Asturias (España). Ocupa una extensión de 2,5 km² y alberga una población de 6856 habitantes.(INE 2019) en 3.436 viviendas.
Se sitúa en la zona noroccidental del concejo y limita al noreste con la parroquia de Peñaflor; al sur y al oeste con la de La Mata; y al norte y al este con la de Castañedo.
La villa de Grado es la capital del concejo, donde se ubica el ayuntamiento, los juzgados, y el resto de servicios públicos municipales.
El templo parroquial está dedicado a San Pedro.

## Poblaciones
Según el nomenclátor de 2009 la parroquia está formada por las poblaciones de:
- La Barraca de Abajo (La Barraca d'Abaxu en asturiano) (lugar): 32 habitantes.
- La Borbolla (casería): 13 habitantes.
- Grado (Grau) (villa): 6856 habitantes.
- Llavayos (casería): 2 habitantes.
- La Portiella (lugar): 11 habitantes.